# Giannitsa
Giannitsa (griechisch Γιαννιτσά (n. pl.); ausgesprochen etwa Janitsá, bis 1926 Genitsa Γενιτσά, bulgarisch Пазар Pazar oder Ениджѐ Ва̀рдар, türkisch Yenice-i Vardar) ist eine Stadt und Sitz der Gemeinde Pella in der griechischen Region Zentralmakedonien. Seit der Eingemeindung zu Pella 2010 bildet das Gebiet der bis dato bestehenden Stadtgemeinde (dimos) einen Gemeindebezirk.
Giannitsa war mit 29.789 Einwohnern im Volkszählungsjahr 2011 die größte Stadt der Präfektur Pella noch vor deren Verwaltungssitz Edessa. Giannitsa war Schauplatz einer Schlacht im Ersten Balkankrieg und eines Kriegsverbrechens im Zweiten Weltkrieg.

## Geografie
Giannitsa liegt auf einer Höhe von 40 m inmitten der fruchtbaren makedonischen Tiefebene westlich von Thessaloniki, welche sich vorwiegend aus dem Schwemmland der Flüsse Axios, Loudias, Gallikos und Aliakmonas zusammensetzt. Südlich der heutigen Stadt Giannitsa erstreckte sich 500 v. Chr. noch eine Meeresbucht des thermaischen Golfs in das Landesinnere nach Nordwesten und erreichte sowohl das Gebiet der heutigen Stadt Giannitsa als auch das Gebiet der damaligen Hauptstadt des Königreichs Makedonien, Pella. Mit fortlaufender Zeit wurde aus der flachen Meeresbucht zunächst ein See (Loudias-See bzw. Giannitsa-See), in der Neuzeit schließlich ein Sumpfgebiet, welches durch die Wasser des Flusses Loudias gespeist wurde. Zwischen 1926 und 1937 wurde dieses Feuchtgebiet bzw. der verbleibende See schließlich – auch wegen der dort immer wieder auftretenden Malaria-Fälle – endgültig trockengelegt. Nördlich bzw. nordwestlich von Giannitsa erheben sich die südlichen Ausläufer des Berges Paiko.
Giannitsa befindet sich 48 km westlich der zweitgrößten griechischen Stadt Thessaloniki sowie knapp 30 km östlich der Präfekturhauptstadt Edessa.
Zur Gliederung in Ortschaften und Siedlungen siehe Pella (Makedonien)#Gemeindegliederung.

## Geschichte
Die Gegend von Giannitsa ist seit dem Ende des 7. Jahrtausends bzw. Anfang des 6. Jahrtausends v. Chr. (Neolithikum, Jungsteinzeit) bewohnt. Überreste einer neolithischen Siedlung sind auf dem südlichen Hügel der Stadt in der Nähe des alten Markts gefunden worden. Auch in der [Bronzezeit] (3200 bis 1100 v. Chr.) war die Gegend von Giannitsa – vor allem das Gebiet der Ortschaft Archontiko – besiedelt. Aus der Eisenzeit (1100 bis 750 v. Chr.) datiert ein Grab, welches am westlichen Ausgang der Stadt in Richtung Edessa entdeckt wurde. Auch während der klassischen Antike war Giannitsa den Funden von Münzen nach besiedelt. In der Zeit der römischen Herrschaft über Makedonien (ab 168 v. Chr.) verlief hier die Via Egnatia, welche von Byzanz im Osten über Thessalonike nach Dyrrhachium und dann entlang der Adria nach Rom führte. Allerdings befand sich auf dem Boden des späteren Giannitsa keine bedeutende oder große Siedlung zwischen den östlich benachbarten Pella und Thessalonike und dem westlich benachbarten Edessa. Dies änderte sich auch nicht in den Anfangsjahren des Byzantinischen Reiches ab 395 n. Chr. Bei der Ausdehnung des ersten bulgarischen Zarenreiches im 9. und 10. Jahrhundert n. Chr. befand sich die vermutete Ortschaft im Grenzgebiet zwischen dem bulgarischen Territorium und dem Thema Thessalonike. Mit dem Fall von Konstantinopel 1204 im Rahmen des Vierten Kreuzzuges wurde die Region dem Königreich Thessalonike zugeschlagen und kam damit unter die Herrschaft des Bonifatius von Montferrat. Diese hielt aber nicht lange an: Bereits 1224 fiel das Königreich Thessalonike mit den meisten seiner Gebiete an das Despotat Epirus. Dieses konnte die Kontrolle bis zur Mitte des 14. Jahrhunderts aufrechterhalten. Durch den Vormarsch des serbischen Königs Stefan Dušan gelangte das Gebiet unter die Kontrolle des Königreich Serbien.
Vermutlich in die Spätzeit des Byzantinischen Reichs fiel die Gründung eines Ortes namens Bardarion. 1385 siedelte sich dort der erste Militärführer des Osmanischen Reiches, Gazi Achmet Evrenos, an und gab der Stadt den Namen Yenice Vardar (neue Stadt am Vardar). Unter Gazi Achmet Evrenos begann die osmanische Besiedlung der Stadt, die einer Neugründung gleichkam. Neben einer ständigen Garnison der osmanischen Streitkräfte fanden auch viele osmanische Siedler in den folgenden Jahren und Jahrhunderten in Jenice ihre Heimat und machten die Stadt zu einem Zentrum osmanischer Kultur und Bevölkerung in Nordgriechenland. Hier ist der Geburtsort des osmanischen Hofdichters Hayâlî (1500?–1557). Dies blieb auch während des Griechischen Unabhängigkeitskrieges von 1821 bis 1829 so. Jenice widerstand 1821 bis 1822 den Bestrebungen griechischer Aufständischer, es an Griechenland anzuschließen und blieb auch während des Krieges zwischen Griechenland und der Türkei 1897 sowie nach der Grenzanpassung 1881 Teil des osmanischen Rumelien. Ab 1900 fanden im Süden von Giannitsa im Feuchtgebiet um den Giannitsa-See immer wieder bewaffnete Auseinandersetzungen zwischen den türkischen Besatzungstruppen und bulgarischen Aufständischen einerseits und griechischen Aufständischen andererseits statt. Neben den griechischen nutzten auch bulgarische Rebellen den Giannitsa-See und dessen Feuchtgebiet als Rückzugsraum bei bewaffneten Aktionen gegen türkische Besatzungstruppen, aber auch gegen die griechische Bevölkerung. Im Oktober 1912 rückte Giannitsa in das Zentrum des Ersten Balkankrieges mit der Schlacht von Giannitsa. Griechischen Truppen gelang zwischen dem 1. und 2. November 1912 ein Sieg gegen die osmanische Armee; Giannitsa wurde am 2. November 1912 von den Griechen besetzt und ebnete damit auch den Weg zur Einnahme von Thessaloniki wenige Tage später. Trotz der Einverleibung Giannitsas in das Königreich Griechenland ab 1912 blieb die Mehrheit der Stadt osmanisch, respektive türkisch. Die Salonikifront während des Ersten Weltkriegs verlief in der Nähe von Giannitsa. 1918 wurde die nunmehr zu Griechenland gehörende Stadt unter dem Namen Genitsa (Γενιτσά) als Landgemeinde (kinotita) anerkannt.
Das Ende der osmanischen und türkischen Siedlungsgeschichte leitete der Griechisch-Türkische Krieg von 1919 bis 1922 ein. Nach der griechischen Niederlage 1922 vereinbarten Griechenland und die Türkei im Vertrag von Lausanne 1923 einen sogenannten Bevölkerungsaustausch, welcher die zwangsweise Umsiedlung von 1,5 Millionen Griechen aus dem Gebiet der Türkei nach Griechenland und von 0,5 Millionen Türken von Griechenland in die Türkei bestimmte. Alle türkischen Einwohner verließen zwischen 1923 und 1926 die Stadt und mussten in die Türkei umsiedeln. Die slawische Bevölkerung verließ zur selben Zeit Giannitsa in Richtung Bulgarien. Die Mehrheit von ihr siedelte sich in und um der Schwarzmeerstadt Burgas an. Der griechische Bevölkerungsanteil wurde durch die Ansiedlung griechischer Flüchtlinge aus Ostthrakien und der Pontos-Region gesteigert. Giannitsa hatte 1928 nach Ende dieser erzwungenen „Bevölkerungsbewegungen“ einen Anteil von 58 Prozent von Flüchtlingen an der Gesamtbevölkerung: mehr als die Hälfte der Bevölkerung der Stadt war „ausgetauscht“ worden. 1924 erfolgte die Anerkennung Genitsas als Stadtgemeinde (dimos), 1926 die amtliche Umbenennung in Giannitsa.
Der südlich von Giannitsa gelegene See mit seinen Feuchtgebieten wurde zwischen 1926 und 1937 vollständig trockengelegt. Der Fluss Loudias, der südlich von Giannitsa von Westen nach Osten in Richtung thermaischer Golf fließt, wurde kanalisiert und sein Wasser zur Bewässerung in der Landwirtschaft verwendet. Seither wird auf dem fruchtbaren Boden mit guter Wasserversorgung durch die umgebenden Flüsse, vor allem den Loudias, vor allem Baumwolle angebaut. Im April 1941 eroberten  Truppen der deutschen Wehrmacht im Rahmen des Unternehmens Marita während des Zweiten Weltkriegs Giannitsa und blieb bis zum 18. Oktober 1944 besetzt. Aus Giannitsa rekrutierten sich Mitglieder der Widerstandsgruppe ELAS, die gegen die deutsche Besatzungsmacht kämpfte. Am 14. September 1944 wurden etwa 120 Einwohner von Giannitsa von griechischen Einheiten unter deutschem Oberbefehl (Jagdkommando Schubert; kommandierender Feldwebel Fritz Schubert) und griechischen Sicherheitsbataillonen unter der Führung von Georgios Poulos hingerichtet. Außerdem wurde ein Teil der Stadt in Brand gesteckt. Die „regulären“ deutschen Besatzungstruppen unter dem Kommando von Max Reskow begünstigten dieses Massaker durch Verhängung einer Ausgangssperre: es fand größtenteils im Hof des deutschen Garnisonsstandorts statt (heute 1. Grundschule von Giannitsa). Die Offiziere der deutschen Garnison wohnten den Übergriffen und Tötungen bei und fotografierten diese.
1997 wurden die Nachbargemeinden Ambelies und Melissi mit Giannitsa zusammengeschlossen, zusammen gingen sie 2010 in der Gemeinde Pella auf.

## Wirtschaft und Infrastruktur
Giannitsa war bis in die Neuzeit ein Oberzentrum in einer vorwiegend landwirtschaftlichen Region. Insbesondere der Tabakanbau wurde betrieben, zum Teil mit Handelsbeziehungen bis in Städte Mitteleuropas wie beispielsweise Dresden (siehe das dortige Yenidze). Unter osmanischer Besatzung hatte die osmanische Garnison ebenfalls wirtschaftliche Bedeutung. Durch die Trockenlegung des Giannitsa-Sees wurde die landwirtschaftliche Produktion nochmals gesteigert und erweitert. Unverändert besteht auch noch in der Gegenwart eine erhebliche Bedeutung der Landwirtschaft. Unterdessen ist aber die Bedeutung der Industrie und des Handels gestiegen.
Giannitsa verfügt über mehrere allgemeinbildende und weiterführende Schulen. Universitäten oder Fachhochschulen sind nicht in Giannitsa angesiedelt.
Die Stadt Giannitsa hat seit 1993 ein Krankenhaus, welches den Osten der Präfektur Pella versorgt.
Giannitsa wird im Süden der Stadt durch die Nationalstraße 2 (Europastraße 86) von Florina über Edessa nach Thessaloniki passiert. Die Straße ist im Bereich der Stadt vierspurig ausgebaut, ist aber nicht kreuzungsfrei. Einen Eisenbahnanschluss hat Giannitsa nicht. Der nächstgelegene Eisenbahnanschluss findet sich in Edessa bzw. in Alexandria. Einen Flughafen hat die Stadt ebenfalls nicht. Der nächstgelegene Flughafen ist der internationale Flughafen Thessaloniki.

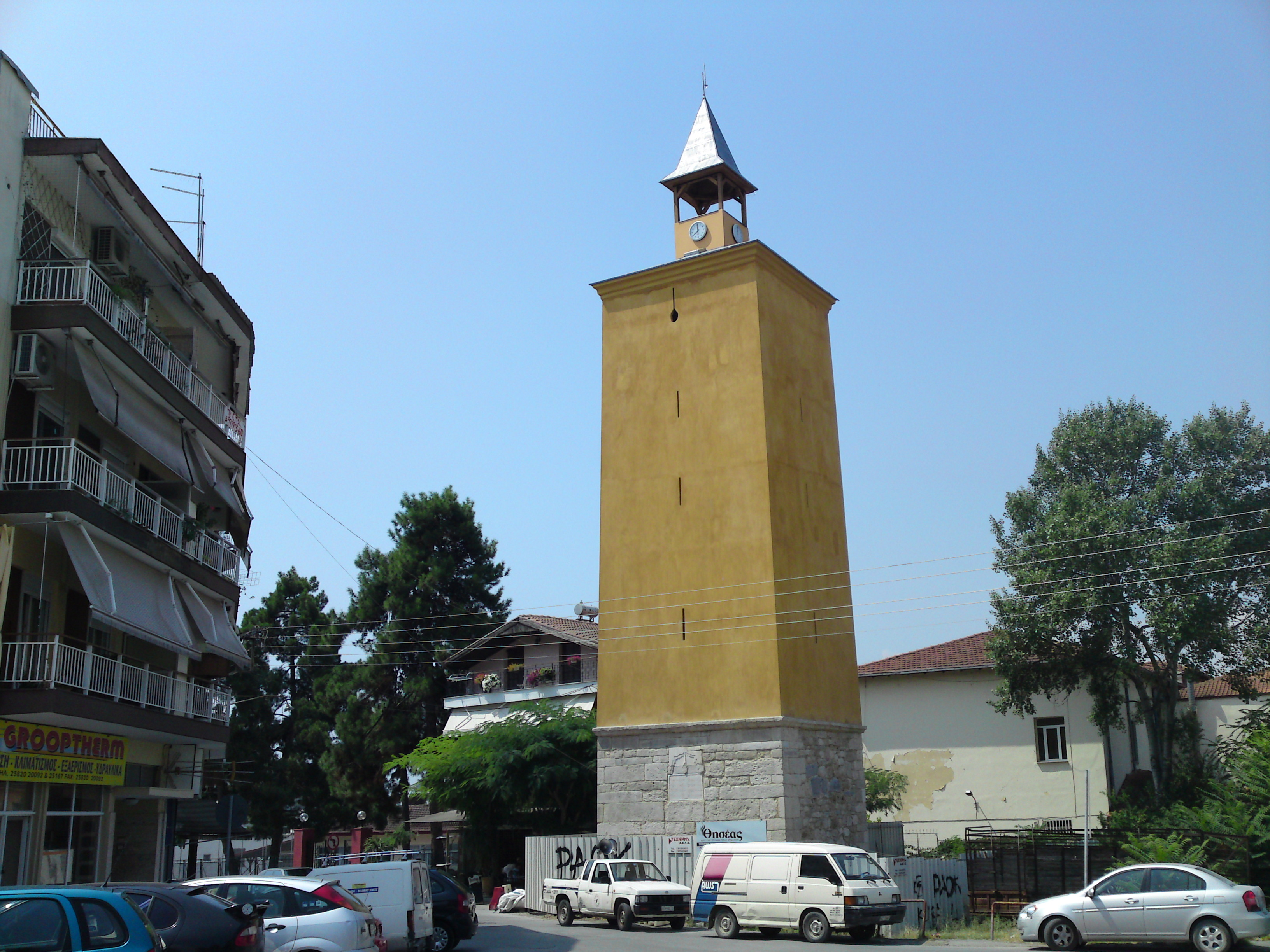
Der Uhrenturm von Giannitsa aus osmanischer Zeit

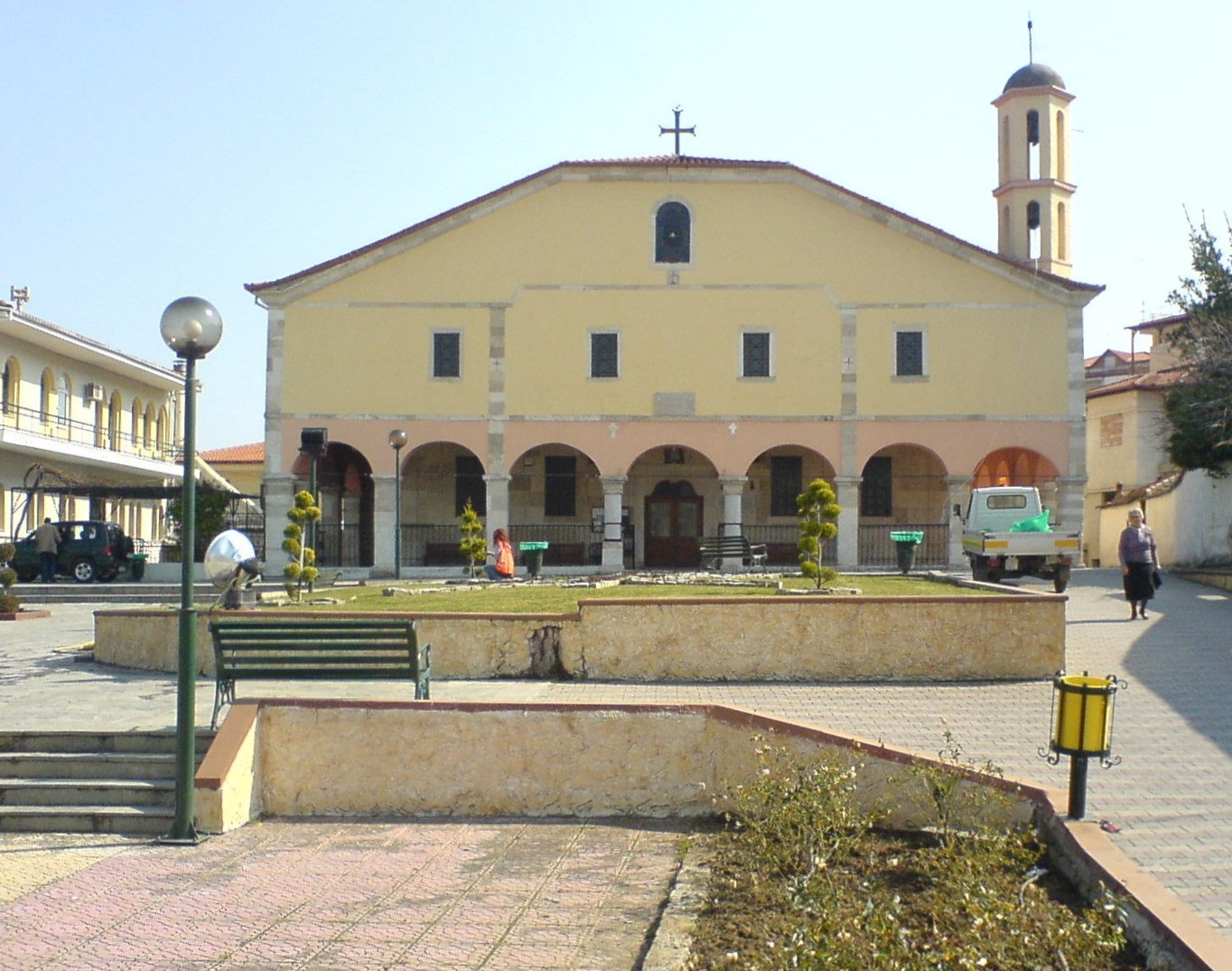
Die neue Bischofskirche in Giannitsa

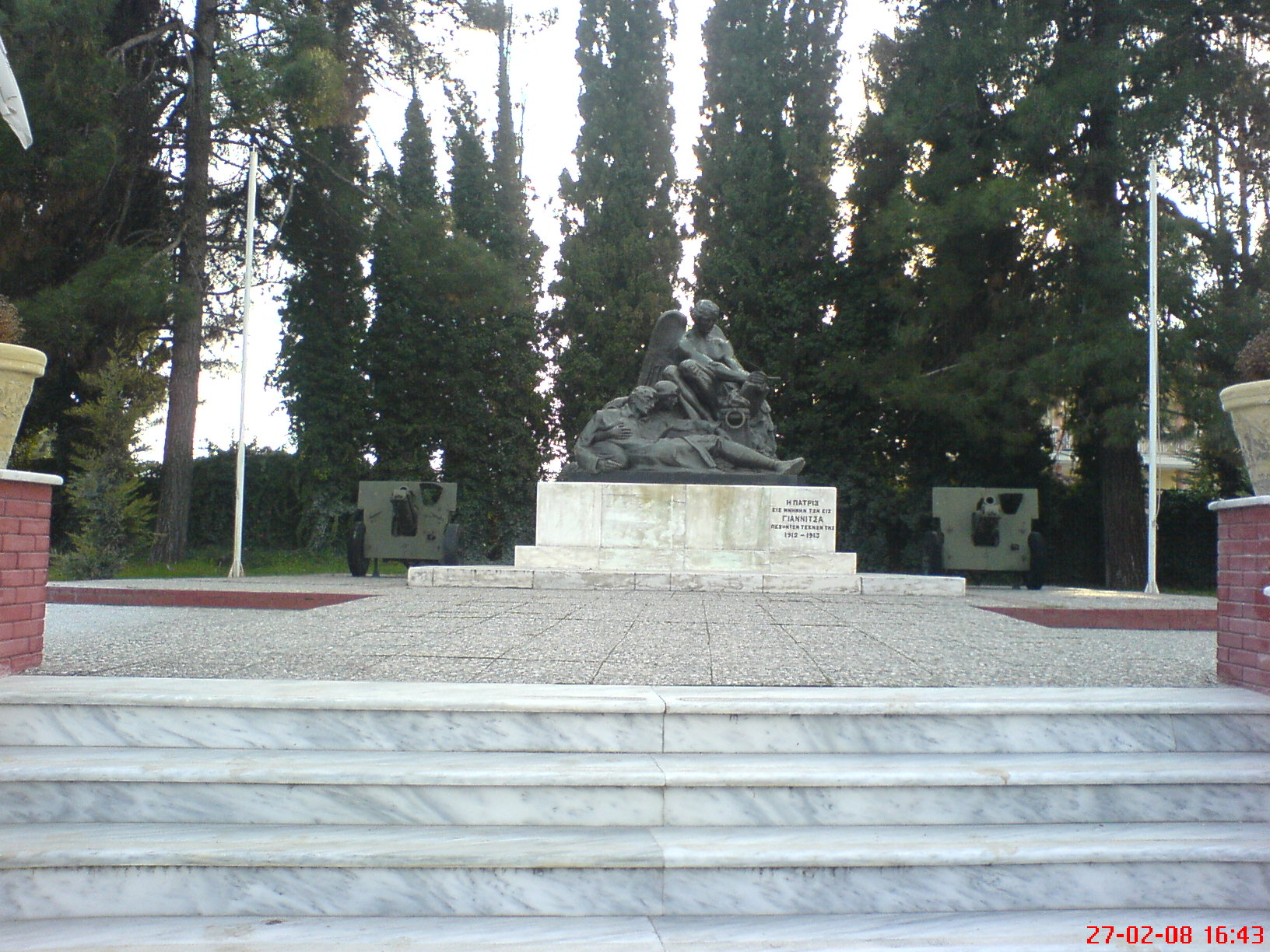
Denkmal für die Gefallenen der Balkankriege 1912/1913

## Sehenswürdigkeiten
Giannitsa weist Sehenswürdigkeiten aus der Antike, der osmanischen Besatzungszeit und der jüngeren Vergangenheit auf.
Makedonische Gräber. Im Osten der Stadt Giannitsa auf dem Wege nach Pella entlang der Nationalstraße 2 (Griechenland) (Europastraße 86) finden sich mehrere Gräber aus antiker makedonischer Zeit. Auf dem Gebiet der Gemeinde Giannitsa liegen dabei die makedonischen Gräber 3 und 4 (C und D). Die makedonischen Gräber sind in Form von Grabhügeln angelegt worden. Das makedonische Grab D bzw. 4 hat einen Eingang mit dorischen Säulen und Ausmessungen von 6,15 Breite, 6,15 m Höhe sowie eine Länge von 10 m. Sowohl der Eingang als auch ein Vorraum sind aus Stein respektive Marmor gearbeitet. Der Vorraum enthält außerdem eine Darstellung eines Kopfes der Medusa. Das Grab enthält auch eine Form antiker Graffiti mit Datierung sowohl aus dem 1. Jahrhundert vor wie auch aus dem 3. Jahrhundert n. Chr. Das Grab D selbst ist offensichtlich im 4. Jahrhundert v. Chr. errichtet worden und wurde erst 1994 entdeckt bzw. systematisch ausgegraben. Das makedonische Grab C bzw. 3 weist ionische Säulen im Zugang auf. Dieses Grab hat Dimensionen von 4,7 m Breite und 7,5 m Länge und ist somit kleiner als das Grab D. Das Grab selbst besteht aus zwei Räumen. Der Bau des Grabes erfolgte offensichtlich ca. 300 v. Chr. Die Ausgrabungen begannen 1994 und wurden nach einem Jahr abgeschlossen.
Uhrenturm.  Der Uhrenturm (siehe Bild) befindet sich in der Stadtmitte von Giannitsa. Er ist ein Bauwerk der osmanischen Zeit und stammt aus den Jahren 1667 bis 1668. Der Uhrenturm befindet sich an einer strategisch günstigen Position, welche von seiner Spitze den Ausblick auf die Umgebung der Stadt erlaubt. Somit konnte der Turm als Frühwarnsystem dienen. Die Höhe des Turms beträgt 25 m; dabei sind die ersten vier Meter des Gebäudes aus reinem Stein erbaut. Der Grundriss ist rechteckig.
Mausoleum des Gazi Evren. Das Mausoleum des Gazi Evren stammt aus osmanischer Zeit. Es ist nur in geringer Entfernung vom Uhrenturm inmitten der Stadt
Giannitsa vorzufinden. Das Mausoleum ist nach Angaben der Inschriften auf dem Gebäude 1417 errichtet worden.
Kanu-Zentrum Loudias
Auf dem im Rahmen der Trockenlegung des Giannitsa-Sees zwischen 1926 und 1937 begradigten Flussabschnitt des Loudias können
Kanufahrten unternommen werden. Der Loudias hat in dem betroffenen Abschnitt die Morphologie eines Kanals mit einer Breite von bis zu 40 m von Uferlinie zu Uferlinie sowie einer maximalen Tiefe von bis zu 5 m.

## Söhne und Töchter der Stadt
- Christos Chatzidimitriou (1847–1905), griechischer Lehrer, Kaufmann und Freiheitskämpfer
- Athanasios Oikonomou (19. Jh.–1906), griechischer Freiheitskämpfer und Prokritos
- Elisavet Mystakidou (* 1977), Taekwondoin
- Efi Achtsioglou (* 1985), Politikerin
- Dimitris Pelkas (* 1993), Fußballspieler[9]
- Dimitris Tsitsos (* 2000), Speerwerfer